# 星川沙羅
星川沙羅（ほしかわ さら、1999年3月21日 - ）は、日本のグラビアアイドル。宮城県出身。

## 人物
特技は、水泳・卓球ㆍけん玉で、趣味は、韓国語の勉強である。

## 作品

### DVD
- ときめきデビュー（2020年5月22日、竹書房）
- 美少女伝説 星降る恋心（2020年8月28日、スパイスビジュアル）
- ひとりじめ（2020年12月25日、スパイスビジュアル）
- ふたりの甘い蜜（2021年4月30日、スパイスビジュアル） 共演：桜木こなみ
- 蜜月（2021年9月24日、スパイスビジュアル）
- お姉さんと初体験（2022年3月25日、竹書房）